# Platform Invocation Services
Platform Invocation Services, mer känd som P/Invoke, är en funktion i implementationer av Common Language Infrastructure, som till exempel Common Language Runtime, som tillåter hanterad kod att anropa maskinkod i DLL-filer. Maskinkoden refereras av metadata som beskriver funktionen som laddas ifrån DLL-filen.

## Användning
När P/Invoke används hanterar exekveringsmotorn (CLR) DLL-filerna och konverterar ohanterade typer till CTS-typer (så kallad parameter marshalling).
Följande sker under denna process:
- DLL-filen innehållande funktionen lokaliseras.
- Filen laddas in i minnet.
- Adressen till funktionen sparas i minnet och argumenten läggs på stacken. Därefter utförs operationerna som vanligt.

P/Invoke är mycket användbart när man vill använda C- och C++-DLL:er kompilerade till maskinkod. Det är också användbart när man vill ha tillgång till Windows API, som helt består av DLL-filer med maskinkod, då det för många av funktionerna i Windows inte finns någon tillgängliga wrappers. Detta resulterar i att man måste skriva en wrapper till till exempel Win32 API.

## Exempel
Det första exemplet visar hur du kan få reda vilken version en DLL har:
DllGetVersion funktion vars signatur finns i Windows API:
```
HRESULT
 
__stdcall
 
DllGetVersion
(
DLLVERSIONINFO
*
 
pdvi
)

```

P/Invoke C#-kod som anropar funktionen DllGetVersion:
```
[DllImport("shell32.dll")]

static
 
extern
 
int
 
DllGetVersion
(
ref
 
DLLVERSIONINFO
 
pdvi
);

```

Nästa exempel visar hur man extraherar en ikonfil.
Signaturen för funktionen ExtractIcon :
```
HICON
 
__stdcall
 
ExtractIcon
(
HINSTANCE
 
hInst
,
LPCTSTR
 
lpszExeFileName
,
UINT
 
nIconIndex
);

```

P/Invoke C#-kod som anropar funktionen ExtractIcon:
```
[DllImport("shell32.dll")]

static
 
extern
 
IntPtr
 
ExtractIcon
(

    
IntPtr
 
hInst
,
 

    
[MarshalAs(UnmanagedType.LPStr)]
 
string
 
lpszExeFileName
,
 

    
uint
 
nIconIndex
);

```

Nästa exempel visar hur man skriver kod som delar ett Event mellan två program på Windows-plattformen:
Signaturen för funktionen CreateEvent:
```
 
HANDLE
 
__stdcall
 
CreateEvent
(

     
LPSECURITY_ATTRIBUTES
 
lpEventAttributes
,

     
BOOL
 
bManualReset
,

     
BOOL
 
bInitialState
,

     
LPCTSTR
 
lpName

 
);

```

P/Invoke C#-kod som anropar funktionen CreateEvent:
```
[DllImport("kernel32.dll", SetLastError=true)]

static
 
extern
 
IntPtr
 
CreateEvent
(

    
IntPtr
 
lpEventAttributes
,
 

    
bool
 
bManualReset
,

    
bool
 
bInitialState
,
 

    
[MarshalAs(UnmanagedType.LPStr)]
 
string
 
lpName
);

```